# SUPT3H
SUPT3H (англ. SPT3 homolog, SAGA and STAGA complex component) – білок, який кодується однойменним геном, розташованим у людей на короткому плечі 6-ї хромосоми. Довжина поліпептидного ланцюга білка становить 399 амінокислот, а молекулярна маса — 44 362.
| 10         |  | 20         |  | 30         |  | 40         |  | 50         |
| ---------- |  | ---------- |  | ---------- |  | ---------- |  | ---------- |
| MYSPRGSQGR |  | GTAEATANSP |  | SPPIAPSHSR |  | VTFSLSTLHT |  | LSPPPRPFPS |
| VSRAAAQKPH |  | HLHPHILLAG |  | SAAVPPRVLK |  | AEMNNTAASP |  | MSTATSSSGR |
| STGKSISFAT |  | ELQSMMYSLG |  | DARRPLHETA |  | VLVEDVVHTQ |  | LINLLQQAAE |
| VSQLRGARVI |  | TPEDLLFLMR |  | KDKKKLRRLL |  | KYMFIRDYKS |  | KIVKGIDEDD |
| LLEDKLSGSN |  | NANKRQKIAQ |  | DFLNSIDQTG |  | ELLAMFEDDE |  | IDEVKQERME |
| RAERQTRIMD |  | SAQYAEFCES |  | RQLSFSKKAS |  | KFRDWLDCSS |  | MEIKPNVVAM |
| EILAYLAYET |  | VAQLVDLALL |  | VRQDMVTKAG |  | DPFSHAISAT |  | FIQYHNSAES |
| TAACGVEAHS |  | DAIQPCHIRE |  | AIRRYSHRIG |  | PLSPFTNAYR |  | RNGMAFLAC  |

A: Аланін

C: Цистеїн

D: Аспарагінова кислота

E: Глутамінова кислота

F: Фенілаланін

G: Гліцин

H: Гістидин

I: Ізолейцин

K: Лізин

L: Лейцин

M: Метіонін

N: Аспарагін

P: Пролін

Q: Глутамін

R: Аргінін

S: Серин

T: Треонін

V: Валін

W: Триптофан

Кодований геном білок за функцією належить до активаторів. 
Задіяний у таких біологічних процесах, як транскрипція, регуляція транскрипції, ацетилювання, альтернативний сплайсинг. 
Локалізований у ядрі.